# كوري ستوكس
كوري ستوكس (بالإنجليزية: Corey Stokes)‏ مواليد 24 أبريل 1988 في جيرسي سيتي، هو لاعب كرة سلة أمريكي. بدأ مسيرته الاحترافية في سنة 2011. يبلغ طوله 6 قدم 5 بوصة (2.0 م). لعب مع ميدي بايرويت ونادي لوليو لكرة السلة.

## روابط خارجية
- كوري ستوكس على موقع كلية كرة السلة في سبورتس رفرنس.كوم (الإنجليزية)
- كوري ستوكس على موقع ريلجم (الإنجليزية)
- كوري ستوكس على موقع بروبوليرز (الإنجليزية)
- كوري ستوكس على موقع سبورتس رفرنس (الإنجليزية)